# Conspiration d'Agartala

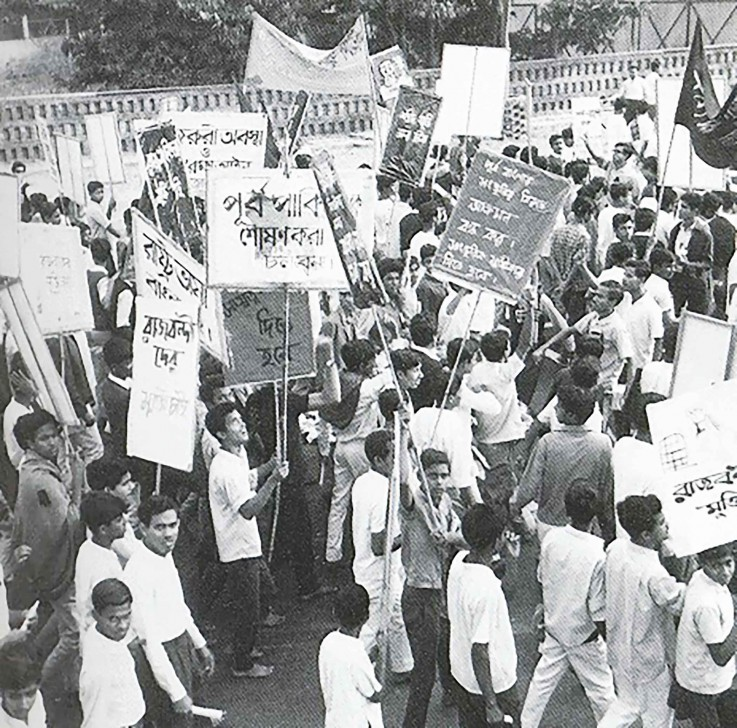
Manifestation étudiante dans le cadre du mouvement de 1968 au Pakistan.

La conspiration d'Agartala est une affaire judiciaire pakistanaise qui a éclaté en 1968, dans le cadre du mouvement de 1968 au Pakistan. Enregistré sous le nom State vs. Sheikh Mujibur Rahman and others par les autorités militaires, elle concerne des faits remontants à 1967. 
En décembre 1967 Sheikh Mujibur Rahman, le dirigeant de la Ligue Awami, est accusé par l'ISI d'avoir envoyé deux émissaires dans la ville indienne d'Agartala, frontalière avec la province du Pakistan oriental, afin de chercher un appui des militaires indiens en cas d’insurrection indépendantiste de la province. Un total de 35 personnes sont arrêtées et détenues par l'armée dans le cadre du procès qui débute en juin 1968. 
L'ancien officier militaire Zahurul Haq, un des accusés, meurt en détention le 15 février 1969. L'évènement intensifie la révolte en cours dans le pays, et le 22 février, le gouvernement retire l'affaire. Deux ans plus tard, le Bangladesh va accéder à l'indépendance après une guerre meurtrière et l’intervention indienne en décembre 1971. 
En 2011, Shawkat Ali, l'un des accusés dans l'affaire, dévoilera que la rencontre qui avait été qualifiée de « conspiration » par les militaires pakistanais était bien réelle. 